# Rivalier
Pour l’article homonyme, voir Rivalier (homonymie).
Le Rivalier est un ruisseau des départements de la Haute-Vienne et de la Creuse dans la région Nouvelle-Aquitaine, en France, c'est un sous-affluent du fleuve la Loire par l'Ardour, la Gartempe, la Creuse et la Vienne.

## Géographie

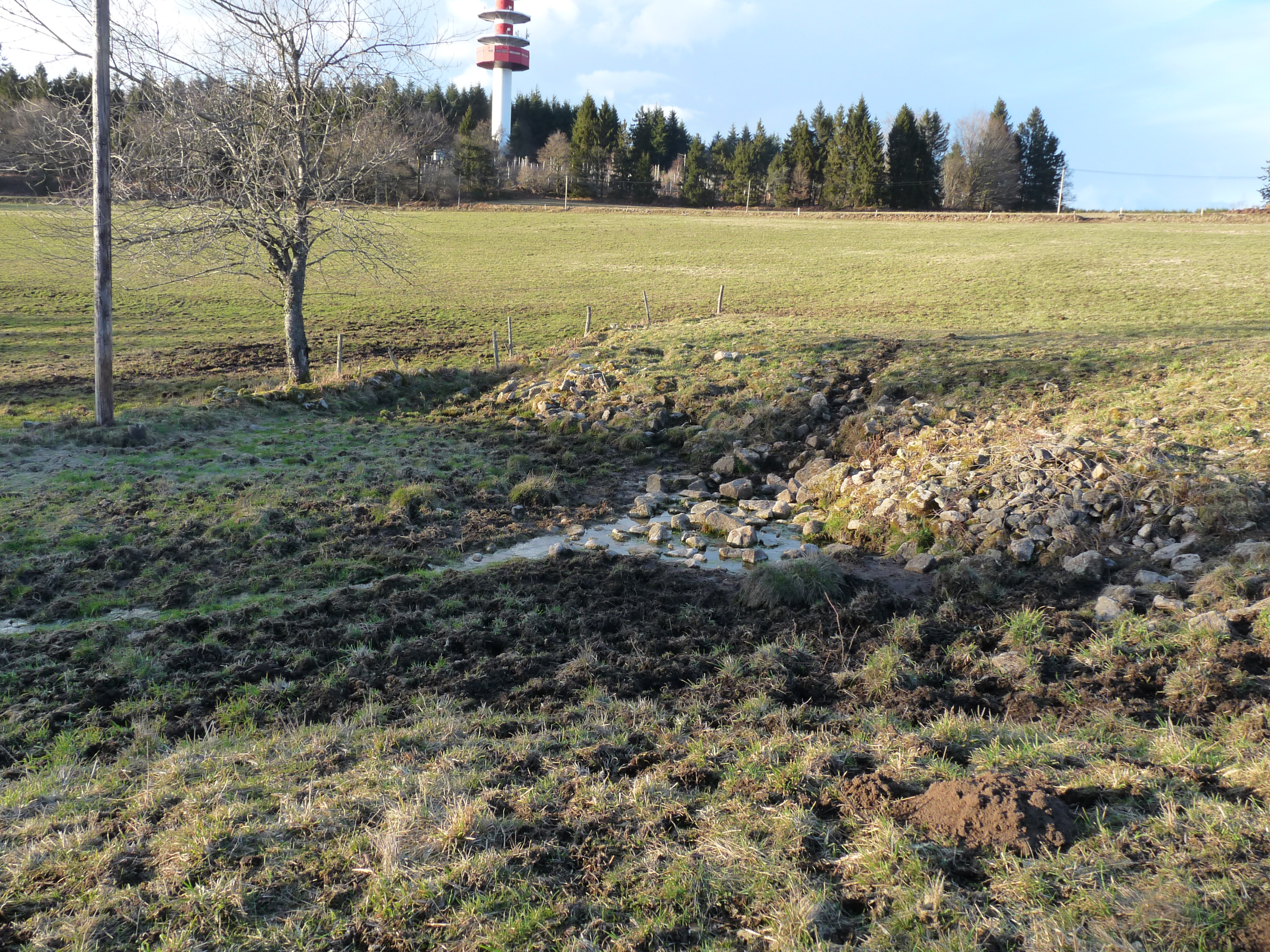
La source du Rivalier à Saint-Goussaud.

De 18,4 kilomètres de longueur, le Rivalier prend sa source en Creuse,au nord-est de la tourbière de Friolouse, à Saint-Goussaud et à l'est de Jabreilles-les-Bordes, à 615 m d'altitude. Le nom de ruisseau de la Vergne peut lui être attribué dans cette portion amont.
Il alimente l'étang de la Papeterie à Saint-Sulpice-Laurière, puis se jette dans le ruisseau du Pont qui lui-même se jette dans l'Ardour en amont du viaduc de Rocherolles, entre les trois lieux-dits le moulin du Montheil, Le Chambon et la Touille, à 295 m d'altitude.
Il coule globalement du sud-est vers le nord-ouest,

## Communes et cantons traversés
Dans les deux départements de la Creuse et de la Haute-Vienne le Rivalier traverse sept communes et trois cantons :
- dans le sens amont vers aval : Saint-Goussaud (source), Jabreilles-les-Bordes, Arrènes, Laurière, Saint-Sulpice-Laurière, Bersac-sur-Rivalier, Folles (confluence).

Soit en termes de cantons, le Rivalier prend source dans le canton de Bénévent-l'Abbaye, traverse le canton de Laurière et conflue dans le canton de Bessines-sur-Gartempe.

## Affluent
Le Rivalier a un seul affluent référencé :
- le Rivalier ou ruisseau de la Courière selon Géoportail (rg) 3,7 km sur les trois communes de Jabreilles-les-Bordes (source), Laurière, Saint-Sulpice-Laurière (confluence)[5]

## Hydrologie
Le Rivalier traverse une seule zone hydrographique, l'Ardour et ses affluents (L503) de 193 km2. Le rang de Strahler est de deux.

## Aménagements
Sur son cours, on rencontre le Moulin du Fieux, la Papeterie, le Moulin du Theil, le moulin des Vergnes, le moulin de Gérald, le moulin de la Valade.

## Tourisme
Le Rivalier rencontre le sentier de grande randonnée GR de pays du Tour d'Ambazac. Il est proche :
- du viaduc de Rocherolles (1854, ferroviaire).
- du lac du Pont à l'Age.
- du Dolmen du Montheil[7].
- du Dolmen de Montjourde
- de l'Église Saint-Blaise de Folles du XIIIe siècle[8].
- du Château du Chambon (XVe – XVIIe siècles), partiellement classé aux Monuments Historiques[9].
- Des vestiges du château médiéval de Lage-Ponnet.

## Toponyme
Le Rivalier a donné son hydronyme à la commune de confluence Bersac-sur-Rivalier.